# Óquei Clube de Barcelos
L'Óquei Clube de Barcelos è un club portoghese di hockey su pista fondato nel 1948 ed avente sede a Barcelos.
Nella sua storia ha vinto in ambito nazionale 3 campionati nazionali,  4 Coppe del Portogallo, 4 Supercoppe portoghesi e 1 Elite Cup. In ambito internazionale vanta 2 Coppa dei Campioni, 1 Coppa delle Coppe, 3 Coppa CERS/WSE, 1 Coppa Continentale e 1 Coppa Intercontinentale.
La squadra disputa le proprie gare interne presso il Pavilhão Municipal de Barcelos, a Barcelos.

## Cronistoria
| Cronistoria dell'Óquei Clube de Barcelos |
| --- |
| - 1º gennaio 1948 · Fondazione dell'Óquei Clube de Barcelos. - 1948 · 2ª Divisão. - 1949 · 2ª Divisão. - 1950 · 2ª Divisão. - 1951 · 2ª Divisão. - 1952 · 2ª Divisão. - 1953 · 2ª Divisão. - 1954 · 2ª Divisão. - 1955 · 2ª Divisão. - 1956 · 2ª Divisão. - 1957 · 2ª Divisão. - 1958 · 2ª Divisão. - 1959 · 2ª Divisão. - 1960 · 2ª Divisão. - 1961 · 2ª Divisão. - 1962 · 2ª Divisão. - 1963 · Eliminato al secondo turno zone norte di Coppa del Portogallo. - 1964 · ? - 1965 · 2ª Divisão. - 1966 · 2º nel Regional do Braga in 1ª Divisão. - 1967 · 2ª Divisão. - 1968 · 2ª Divisão. - 1969 · 2ª Divisão. - 1970 · 2ª Divisão. - 1971 · 2ª Divisão. - 1972 · 2ª Divisão. - 1973 · 2ª Divisão. - 1974 · 2ª Divisão. - 1975 · 2ª Divisão. - 1976 · 2ª Divisão. - 1977 · 2ª Divisão. - 1978 · 2ª Divisão. - 1979 · 2ª Divisão. - 1980 · 2ª Divisão. - 1981 · 2ª Divisão. - 1982 · 2ª Divisão. - 1983 · 2ª Divisão. - 1983-1984 · 2ª Divisão. - 1984-1985 · 2ª Divisão. - 1985-1986 · 2ª Divisão. Promosso in 1ª Divisão. Eliminato in semifinale di Coppa del Portogallo. - 1986-1987 · 8º in 1ª Divisão, eliminato ai quarti di finale dei play-off. Eliminato agli ottavi di finale di Coppa del Portogallo. - 1987-1988 · 4º in 1ª Divisão. Eliminato ai quarti di finale di Coppa del Portogallo. - 1988-1989 · 2º in 1ª Divisão. Eliminato in Coppa del Portogallo. Eliminato al primo turno di Coppa CERS. - 1989-1990 · 2º in 1ª Divisão. Finalista in Coppa del Portogallo. Eliminato in semifinale di Coppa CERS. - 1990-1991 · 2º in 1ª Divisão. Eliminato agli ottavi di finale di Coppa del Portogallo. Vince la Coppa dei Campioni (1º titolo). - 1991-1992 · 3º in 1ª Divisão. Vince la Coppa del Portogallo (1º titolo). Eliminato in semifinale di Coppa dei Campioni. Vince la Supercoppa d'Europa (1º titolo). Vince la Coppa Intercontinentale (1º titolo). - 1992-1993 · Campione di Portogallo (1º titolo). Vince la Coppa del Portogallo (2º titolo). Finalista in Supercoppa del Portogallo. Vince la Coppa delle Coppe (1º titolo). - 1993-1994 · 2º nella prima fase, 2º nella poule titolo in 1ª Divisão. Eliminato ai quarti di finale di Coppa del Portogallo. Vince la Supercoppa del Portogallo (1º titolo). Finalista in Coppa dei Campioni. Finalista in Supercoppa d'Europa. - 1994-1995 · 3º nella prima fase, 2º nella poule titolo in 1ª Divisão. Finalista in Coppa del Portogallo. Vince la Coppa CERS (1º titolo). - 1995-1996 · Campione di Portogallo (2º titolo). Eliminato in Coppa del Portogallo. Eliminato ai quarti di finale di Coppa CERS. - 1996-1997 · 4º nella prima fase, 2º nella poule titolo in 1ª Divisão. Finalista in Coppa del Portogallo. Finalista in Supercoppa del Portogallo. Eliminato agli ottavi di finale di Champions League. - 1997-1998 · 3º nella prima fase, 4º nella poule titolo in 1ª Divisão. Eliminato in semifinale di Coppa del Portogallo. Eliminato alla fase a gironi di Champions League. - 1998-1999 · 3º nella prima fase, 2º nella poule titolo in 1ª Divisão. Finalista in Coppa del Portogallo. Finalista di Coppa CERS. - 1999-2000 · 2º nella prima fase, 2º nella poule titolo in 1ª Divisão. Eliminato in Coppa del Portogallo. Vince la Supercoppa del Portogallo (2º titolo). Eliminato alla fase a gironi di Champions League. - 2000-2001 · Campione di Portogallo (3º titolo). Finalista in Coppa del Portogallo. Eliminato in semifinale di Champions League. - 2001-2002 · 2º nella prima fase, 3º nella poule titolo in 1ª Divisão. Finalista in Coppa del Portogallo. Finalista in Supercoppa del Portogallo. Finalista in Champions League. - 2002-2003 · 2º nella prima fase, 2º nella poule titolo in 1ª Divisão. Vince la Coppa del Portogallo (3º titolo). Eliminato agli ottavi di finale di Champions League. - 2003-2004 · 1º nella prima fase, 2º nella poule titolo in 1ª Divisão. Vince la Coppa del Portogallo (4º titolo). Vince la Supercoppa del Portogallo (3º titolo). Eliminato in semifinale di Champions League. - 2004-2005 · 5º nella prima fase, 4º nella poule titolo in 1ª Divisão. Eliminato agli ottavi di finale di Coppa del Portogallo. Vince la Supercoppa del Portogallo (4º titolo). Eliminato alla fase a gironi di Champions League. - 2005-2006 · 3º nella prima fase, 3º nella poule titolo in 1ª Divisão. Eliminato in Coppa del Portogallo. - 2006-2007 · 3º in 1ª Divisão, eliminato in semifinale dei play-off. Eliminato in Coppa del Portogallo. Eliminato in semifinale di Champions League. - 2007-2008 · 5º in 1ª Divisão, eliminato ai quarti di finale dei play-off. Eliminato in semifinale di Coppa del Portogallo. Eliminato alla fase a gironi di Eurolega. - 2008-2009 · 9º in 1ª Divisão. Eliminato in semifinale di Coppa del Portogallo. Eliminato alla fase a gironi di Eurolega. - 2009-2010 · 10º in 1ª Divisão. Eliminato agli ottavi di finale di Coppa del Portogallo. - 2010-2011 · 9º in 1ª Divisão. Eliminato ai sedicesimi di finale di Coppa del Portogallo. - 2011-2012 · 8º in 1ª Divisão. Eliminato ai sedicesimi di finale di Coppa del Portogallo. - 2012-2013 · 8º in 1ª Divisão. Eliminato ai sedicesimi di finale di Coppa del Portogallo. Eliminato agli ottavi di finale di Coppa CERS. - 2013-2014 · 7º in 1ª Divisão. Eliminato ai sedicesimi di finale di Coppa del Portogallo. Eliminato agli ottavi di finale di Coppa CERS. - 2014-2015 · 6º in 1ª Divisão. Eliminato in semifinale di Coppa del Portogallo. Eliminato in semifinale di Coppa CERS. - 2015-2016 · 5º in 1ª Divisão. Eliminato in semifinale di Coppa del Portogallo. Vince la Coppa CERS (2º titolo). - 2016-2017 · 5º in 1ª Divisão. Eliminato ai quarti di finale di Coppa del Portogallo. Eliminato ai quarti di finale di Elite Cup. Vince la Coppa CERS (3º titolo). Finalista di Coppa Continentale. - 2017-2018 · 6º in 1ª Divisão. Eliminato agli ottavi di finale di Coppa del Portogallo. Eliminato ai quarti di finale di Elite Cup. Finalista in Coppa CERS. Eliminato in semifinale di Coppa Continentale. - 2018-2019 · 5º in 1ª Divisão. Eliminato agli ottavi di finale di Coppa del Portogallo. Eliminato al primo turno di Coppa WSE. - 2019-2020 · 5º in 1ª Divisão. Qualificato agli ottavi di finale di Coppa del Portogallo. Eliminato ai quarti di finale di Elite Cup. Qualificato ai quarti di finale di Coppa WSE. Stagione interrotta a causa della pandemia di COVID-19. - 2020-2021 · 3º in 1ª Divisão, eliminato in semifinale dei play-off. Qualificato ai sedicesimi di finale di Coppa del Portogallo. Eliminato alla fase a gironi di Eurolega. - 2021-2022 · 5º in 1ª Divisão, eliminato in semifinale dei play-off. Eliminato in semifinale di Coppa del Portogallo. Vince l'Elite Cup (1º titolo). |

## Palmarès

### Competizioni nazionali
12 trofei
- Campionato portoghese: 3

1992-1993, 1995-1996, 2000-2001
- Coppa del Portogallo: 4

1991-1992, 1992-1993, 2002-2003, 2003-2004
- Supercoppa del Portogallo: 4

1993, 1999, 2003, 2004
- Elite Cup: 1

2021

### Competizioni internazionali
8 trofei
- CERH European League: 2

1990-1991, 2024-2025
- Coppa delle Coppe: 1

1992-1993
- Coppa CERS/WSE: 3

1994-1995, 2015-2016, 2016-2017
- Supercoppa d'Europa/Coppa Continentale: 1

1991-1992
- Coppa Intercontinentale: 1

1992

## Statistiche

### Partecipazioni ai campionati
| Livello | Categoria  | Partecipazioni | Debutto | Ultima stagione |
| ------- | ---------- | -------------- | ------- | --------------- |
| 1º      | 1ª Divisão | 37             | 1966    | 2021-2022       |
| 2º      | 2ª Divisão | 35             | 1948    | 1985-1986       |

### Partecipazioni alla coppe nazionali
| Competizione              | Partecipazioni | Debutto | Ultima stagione |
| ------------------------- | -------------- | ------- | --------------- |
| Coppa del Portogallo      | 38             | 1963    | 2021-2022       |
| Supercoppa del Portogallo | 6              | 1992    | 2004            |
| Elite Cup                 | 4              | 2016    | 2021            |

### Partecipazioni alla coppe internazionali
| Competizione                           | Partecipazioni | Debutto   | Ultima stagione |
| -------------------------------------- | -------------- | --------- | --------------- |
| Coppa dei Campioni/Eurolega            | 15             | 1990-1991 | 2020-2021       |
| Coppa CERS/WSE                         | 13             | 1988-1989 | 2024-2025       |
| Supercoppa d'Europa/Coppa Continentale | 4              | 1991-1992 | 2017-2018       |
| Coppa delle Coppe                      | 1              | 1992-1993 | 1992-1993       |
| Coppa Intercontinentale                | 1              | 1992      | 1992            |